# Laurent Foirest
Laurent Marcel Guy Foirest (Marsiglia, 18 settembre 1973) è un ex cestista e allenatore di pallacanestro francese.
Alto 197 centimetri, in campo ha ricoperto il ruolo di ala.

## Carriera
Cresciuto nelle giovanili del Marignane, in seguito ha militato con Aix-en-Provence, Antibes, Pau Orthez e Tau Vitoria.
Ha vinto cinque campionati francesi e uno spagnolo. È stato eletto per due volte MVP del campionato francese.
Con la Francia ha vinto la medaglia d'argento ai Giochi olimpici di Sydney 2000.

## Palmarès

### Squadra
- Campionato francese: 6

Olympique d'Antibes: 1990-91, 1994-95
Pau-Orthez: 1997-98, 1998-99, 2003-04
ASVEL: 2008-09
- Campionato spagnolo: 1

Saski Baskonia: 2001-02
- Copa del Rey: 1

Saski Baskonia: 2002
- Coppa di Francia: 1

ASVEL: 2007-08
- Semaine des As: 1

ASVEL: 2010
- Match des Champions: 1

ASVEL: 2009

### Individuale
- LNB Pro A MVP francese: 2

Pau-Orthez: 1998-99, 2003-04